# Émilie Loit
Emilie Loit (Cherbourg, 9 giugno 1979) è un'ex tennista e telecronista sportiva francese.

## Biografia

### Carriera
Ha vinto tre titoli in singolo: due nel 2004, a Casablanca ed all'Estoril (Portogallo), e uno nel 2007, ad Acapulco battendo Flavia Pennetta. Ma la sua specialità è sempre stata il doppio, in cui ha vinto 16 titoli. La sua principale compagna di doppio è stata l'australiana Nicole Pratt, con cui ha disputato il doppio femminile nei tornei del Grande Slam; con lei hanno vinto anche due titoli (uno per parte) due tenniste italiane, ovvero Rita Grande a Hobart nel 2000 e Maria Elena Camerin a Tashkent (Uzbekistan) nel 2005. Il suo best ranking in singolo è stato il n.27, in doppio il n.15. Nel 2003 ha contribuito alla vittoria della Francia in Fed Cup. Si è ritirata nel 2009. 

### Vita privata
Ha due figli maschi. Attualmente commenta telecronache di tennis. Milita in una formazione politica di centrodestra, l'Unione per un Movimento Popolare.

## Statistiche

### Risultati in progressione
| Sigla | Risultato               |
| ----- | ----------------------- |
| V     | Vincitore               |
| F     | Finalista               |
| SF    | Semifinalista           |
| O     | Oro olimpico            |
| A     | Argento olimpico        |
| SF    | Bronzo olimpico         |
| QF    | Quarti di Finale        |
| 4T    | Quarto turno            |
| 3T    | Terzo turno             |
| 2T    | Secondo turno           |
| 1T    | Primo turno             |
| RR    | Round Robin             |
| LQ    | Turno di qualificazione |
| A     | Assente                 |
| ND    | Non disputato           |

| Legenda superfici    |
| -------------------- |
| Cemento              |
| Terra battuta        |
| Erba                 |
| Superficie variabile |

#### Singolare nei tornei del Grande Slam
| Torneo          | 1997 | 1998 | 1999 | 2000 | 2001 | 2002 | 2003 | 2004 | 2005 | 2006 | 2007 | 2008 | 2009 |
| --------------- | ---- | ---- | ---- | ---- | ---- | ---- | ---- | ---- | ---- | ---- | ---- | ---- | ---- |
| Australian Open | A    | A    | 4T   | 2T   | 3T   | 1T   | 1T   | 2T   | 1T   | 2T   | 2T   | 1T   | A    |
| Open di Francia | 1T   | 2T   | 1T   | 3T   | 1T   | 3T   | 2T   | 2T   | 3T   | 2T   | 1T   | 3T   | 1T   |
| Wimbledon       | A    | A    | 1T   | A    | 2T   | 2T   | 3T   | 1T   | 1T   | 1T   | 2T   | 2T   | A    |
| US Open         | A    | A    | 1T   | A    | 2T   | 2T   | 3T   | 1T   | 1T   | 2T   | 1T   | 1T   | A    |

#### Doppio nei tornei del Grande Slam
| Torneo          | 1997 | 1998 | 1999 | 2000 | 2001 | 2002 | 2003 | 2004 | 2005 | 2006 | 2007 | 2008 | 2009 |
| --------------- | ---- | ---- | ---- | ---- | ---- | ---- | ---- | ---- | ---- | ---- | ---- | ---- | ---- |
| Australian Open | A    | A    | 1T   | 2T   | 1T   | 2T   | 3T   | 2T   | 1T   | 3T   | 2T   | A    | A    |
| Open di Francia | 2T   | 3T   | 1T   | 1T   | 2T   | 1T   | QF   | 2T   | QF   | 1T   | 1T   | 2T   | 1T   |
| Wimbledon       | A    | 2T   | 2T   | 2T   | 2T   | 2T   | 3T   | QF   | 3T   | 1T   | 2T   | 2T   | A    |
| US Open         | A    | QF   | 2T   | 1T   | 1T   | 1T   | 2T   | 3T   | 3T   | 1T   | 3T   | 1T   | A    |

#### Doppio misto nei tornei del Grande Slam
| Torneo          | 1997 | 1998 | 1999 | 2000 | 2001 | 2002 | 2003 | 2004 | 2005 | 2006 | 2007 | 2008 | 2009 |
| --------------- | ---- | ---- | ---- | ---- | ---- | ---- | ---- | ---- | ---- | ---- | ---- | ---- | ---- |
| Australian Open | A    | A    | A    | 1T   | A    | A    | 1T   | 1T   | 1T   | A    | A    | A    | A    |
| Open di Francia | A    | A    | 1T   | 1T   | 1T   | 1T   | 1T   | 1T   | 2T   | A    | 1T   | A    | A    |
| Wimbledon       | A    | A    | A    | A    | A    | A    | A    | A    | A    | A    | A    | A    | A    |
| US Open         | A    | A    | A    | A    | A    | A    | A    | A    | A    | A    | A    | A    | A    |

## Vittorie contro giocatrici Top 10
| Stagione | 1999 | 2000 | 2001 | 2002 | 2003 | Totale |
| Vittorie | 1    | 0    | 0    | 0    | 1    | 2      |

| #    | Giocatrice        | Ranking | Evento                        | Superficie  | Turno | Punteggio     | Rank. ELR |
| ---- | ----------------- | ------- | ----------------------------- | ----------- | ----- | ------------- | --------- |
| 1999 |                   |         |                               |             |       |               |           |
| 1.   | Conchita Martínez | 10      | Australian Open, Melbourne    | Cemento     | 3T    | 7-5, 6-1      | 95        |
| 2003 |                   |         |                               |             |       |               |           |
| 2.   | Chanda Rubin      | 8       | Internazionali d'Italia, Roma | Terra rossa | 2T    | 6-2, 1-6, 6-3 | 52        |